# Використання вугілля під час промислової революції
Використання вугілля під час промислової революції
Використання кам'яного вугілля стало важливим кроком у розвитку металургії під час промислової революції. Деревне вугілля було замінене кам'яним, а пізніше — коксом. Початок систематизованого використання кам'яного вугілля в металургії Європи припадає на першу чверть XVII ст., коли англійські лорди Дадлі, власники заводів Уорчестершира почали застосовувати місцеве кам'яне вугілля для витоплення чавуну . 1619 р. двадцятирічний лорд Дод Дадлі офіційно зареєстрував патент на винахід «Витоплення чавуну на викопному вугіллі». Хоча якість деревного вугілля цілком задовольняла металургів, але вела до масового знищення лісів (за тогочасних технологій на кожну тонну витопленого металу спалювали близько двох тонн деревного вугілля, вироблення якого потребувало переробки майже вісімнадцяти кубометрів дров). Це призводило до непомірно високої ціни на деревину й стимулювало його заміну викопним вугіллям.
Новій технології довелося торувати шлях у нелегких умовах. Реакцією на те, що заводи Дадлі зменшили собівартість продукції, стала заздрісна змова інших виробників металу, адже не всяке кам'яне вугілля підходило для плавок і могло бути використане у виробництві (тобто не всі охочі могли ним скористатися без знання «тонкощів» технології). Ще більшу протидію виявили виробники деревного вугілля, промислу яких нова технологія загрожувала повним занепадом. Розгорнулося справжнє цькування винахідника, причому для його знищення опоненти використовували політичну скруту, що склалася напередодні Англійської революції XVII ст. У книжці «Metallum Martis» (1665 р.) Дадлі описав багаторічний досвід використання кам'яного вугілля в доменній плавці. Це видання привернуло широку увагу металургів до нового способу, запропонованого автором.
Поряд із «людським фактором», широкому поширенню кам'яного вугілля в металургії заважала наявна в ньому сірка. Вона негативно впливала на якість витоплення. Отже, перед тим, як руда «зустрінеться» з вугіллям у домниці, треба було видалити сірку. Розв'язувати цю проблему взялися власники заводів у Колбрукдейлі — батько й син Дербі (Абрахам Дербі-старший і Абрахам Дербі-молодший), а також їхній приятель і колега Дж. Томас. Готуючи якісне паливо (кокс), гори кам'яного вугілля спалювали без доступу повітря (за аналогією до виробництва деревного вугілля). 1713 р. вперше у доменній плавці використали вироблений у такий спосіб кокс як домішку до деревного вугілля. Справжнього успіху домоглися не відразу: довготривалі дослідження завершились тільки 1735 р., коли якість чавуну, витопленого на кам'яновугільному коксі, сягнула бажаного рівня . Хоча деревне вугілля й забезпечувало високу якість витоплення металу, одначе коксове паливо вможливлювало суттєве збільшення продуктивності доменних печей, що з часом стало помітною перевагою коксової металургії.
Перші коксові печі споруджували з двох мурів висотою до 1,5 м, між якими засипали вугілля й укривали його зверху та з боків шаром землі, після чого вугілля підпалювали. Процес коксування тривав 8 — 10 днів. Заводи Дербі в Колбрукдейлі, де вперше було запроваджено технологію витоплення чавуну на кам'яновугільному коксі, а пізніше й метод пудлінгування — на довгі часи стали символом прогресу в металургії заліза. Потреба кам'яного вугілля як нового палива-відновлювача для витоплення металу спричинила його перші масштабні розробки, які великою мірою сприяли становленню вугільної промисловості. Таким чином, бурхливий розвиток вугледобувної галузі був пов'язаний як з використанням енергії вугілля для забезпечення роботи парових машин, так і з розвитком чорної металургії.
В Україні перший якісний кам'яновугільний кокс уперше було вироблено 1799 р., набагато раніше, ніж у багатьох інших країнах Європи. Це сталося на вугільній копальні в Лисичому Байраку, яка задовольняла потреби Луганського ливарного заводу. Обсяг першої партії коксу становив 19 тис. пудів. Роботи проводились під керівництвом шотландських інженерів К. Гаскойна та А. Сміта.
Зростання попиту на вугілля сприяло широким геологічним пошукам, які виявили на території Європи системи потужних вугільних родовищ (басейни). Серед найбільших кам'яновугільних басейнів, промислова розробка яких розпочалась у XVIII — XIX ст., виокремлюють Центральну Англію, Південний Уельс, Шотландію та Ньюкасл (Велика Британія); Вестфальський (Рур) та Саарбрюккенський басейни (Німеччина); родовища Бельгії та Північної Франції; Сент-Етьєна (Франція); Сілезії (Польща); Донецький басейн (Україна).
Спорудження вугільних шахт увібрало в себе багатий досвід попередньої розробки рудних покладів, який був розвинений з урахуванням особливостей ведення гірничих робіт на пластових родовищах. Видобуток здебільшого вели довгими очисними виробками (лавами) між породами покрівлі й підошви вугільного пласта. Завдяки малій товщині пласта працювали здебільшого в сидячому положенні, що визначило назву виробки (від слова «лавка» — місце для сидіння багатьох людей в лінію або «лава» — спосіб розміщення людей одне біля одного). Основним знаряддям праці вуглекопа на довгі роки стало кайло, а способом транспортування вугілля по лаві — санчата, в які «запрягався» саночник. Найбільш поширений спосіб видобутку вугілля передбачав створення у вугільному вибої врубової порожнини (щілини) поблизу підошви пласта з наступним руйнуванням і обваленням верхнього шару вугілля. Розробка вугільних родовищ залишалася вкрай небезпечною, оскільки виділення метану на вугільних шахтах були значно більшими, ніж у руднях і контакт газоповітряної суміші з вогнем світильника часом спричиняв катастрофічні вибухи. Серед важливих гірничих винаходів слід зазначити безпечну лампу лорда Гемфрі Деві (майбутнього президента Лондонського королівського наукового товариства), яка «перемогла рудничний газ» завдяки введенню в конструкцію металевої сітки, визначена щільність отворів якої запобігала загорянню газоповітряної суміші. За цей винахід Деві отримав титул баронета, багаті подарунки від власників шахт, а головне — щиру вдячність і шану тисяч шахтарів.
В Англії вугільну промисловість називали «Чорна Індія». Славетний французький романіст, фантаст і популяризатор техніки Жуль Верн не обійшов своєю увагою й вугільну шахту, відповідно назвавши свій пригодницький роман. Ось як він пояснює цю назву: «Відомо, що англійці дали своїм численним копальням промовисту назву „Чорна Індія“, й ця Індія, можливо ще більше ніж справжня, сприяла вражаючому збагаченню Об'єднаного королівства. Дійсно, там вдень і вночі працює ціла армія шахтарів, видобуваючи з надр Англії коштовне паливо, без якого не може обходитися сучасна промисловість».
Слід зауважити, що людство завжди було досить консервативним, коли йшлося про зміну основних енергоресурсів. Навколо головних енергоносіїв конкретної епохи формувався складний економічний і соціальний комплекс, особливе цивілізаційне середовище з притаманними йому промисловістю, транспортом, типом житла тощо. Рішуче відмовитись від нього, змінити на щось нове було проблематичним не тільки через технологічні причини, а й через звичку людей до тих чи тих життєвих обставин, а також через здавна усталені шляхи, що ведуть політичні й ділові кола до влади й прибутків. Тому заміна вітряків і водних двигунів паровим котлом на кам'яновугільному паливі, а деревного вугілля — коксом привели не тільки до значного промислового поступу, але й зумовили злам старої системи панування й визиску, сформували її новий устрій.